# FC Metz
Football Club de Metz, thường được gọi là FC Metz hoặc đơn giản chỉ là Metz (phát âm tiếng Pháp: [mɛs]), là một câu lạc bộ bóng đá chuyên nghiệp của Pháp thành lập vào năm 1932 ở Metz, Lorraine. Sân nhà của đội là sân vận động Saint-Symphorien. Đội hiện tại đang thi đấu ở Ligue 1.

## Lịch sử
FC Metz được thành lập vào năm 1932 bởi sự sáp nhập của hai câu lạc bộ thể thao nghiệp dư, và ngay sau đó trở thành một đội bóng chuyên nghiệp; đội là một trong những đội bóng chuyên nghiệp lâu đời nhất ở Pháp. Nguồn gốc của đội bắt nguồn từ câu lạc bộ SpVgg Metz, được thành lập vào năm 1905 khi thành phố Metz là một phần của Đế quốc Đức. SpVgg Metz đã chơi ở giải hạng nhất Westkreis-Liga trong mùa giải năm 1913–14, trước khi Chiến tranh thế giới thứ nhất bùng nổ, giải đấu phải tạm dừng. Một số cầu thủ của câu lạc bộ này là một phần của Cercle Athlétique Messin vào năm 1919, sau đó trở thành FC Metz vào năm 1932. Đội là một trong những câu lạc bộ thành công nhất trong Division d'Honneur - Lorraine, giành chức vô địch vào các năm 1920, 1921, 1922, 1924, 1926, 1927, 1929 và 1931.
Câu lạc bộ đã chơi ở giải hạng hai phía bắc của Pháp từ năm 1933, vô địch giải đấu vào năm 1935 và lần đầu tiên được thăng hạng lên Ligue 1. Đội bóng này đã trở thành một bên giữa bảng ở giải hạng nhất cho đến khi chiến tranh bùng nổ làm ảnh hưởng đến lối chơi một lần nữa. FCM đã không tham gia các giải đấu cấp khu vực từ năm 1939–40.
Trong Thế chiến thứ 2, khu vực Moselle bị sáp nhập bởi Đức, câu lạc bộ phải chơi bằng cái tên là FV Metz ở giải đấu Gauliga Westmark. Trong ba mùa giải từ năm 1941 đến năm 1944, câu lạc bộ luôn luôn cán đích ở vị trí thứ nhì.
Mặc dù thành phố Metz bị quân đồng minh chiếm đóng vào mùa thu năm 1944, câu lạc bộ đã không tham gia giải bóng đá giải VĐQG Pháp vào năm 1944–45 mà trở lại Ligue 1 vào năm 1945–46, đứng thứ 17 trong số 18 câu lạc bộ. Việc mở rộng giải đấu lên 20 câu lạc bộ có nghĩa là đội không bị xuống hạng và thi đấu ở giải đấu cao nhất cho đến năm 1950, khi họ cán đích ở vị trí cuối cùng, kết thúc những mùa giải ở Ligue 1. Metz được cho phép ở lại Ligue 1 như một đặc ân do tình hình thảm khốc của nó sau chiến tranh: sân vận động bị hư hại, gần như không thể sửa chữa. Đội đã phải bắt đầu lại từ đầu một lần nữa.
Câu lạc bộ đã trở lại ngay lập tức, đứng thứ nhì tại Ligue 2, sau Lyon và trở lại hạng đấu cao nhất. FC Metz đã trở lại mạnh mẽ, với việc cán đích ở vị trí thứ 5 trong mùa giải đầu tiên. Sau đó, câu lạc bộ một lần nữa phải chiến đấu trụ hạng qua từng mùa giải, đứng thứ 19 vào năm 1958 và phải trở lại Ligue 2. Phải mất 3 năm ở giải đấu đó thì họ mới có thể trở lại Ligue 1 vào năm 1961, nhưng chỉ kéo dài đúng một năm. FC Metz đã trải qua năm mùa giải tiếp theo ở giải hạng hai.
FC Metz lên hạng nhất của bóng đá Pháp một lần nữa vào năm 1967; đội thi đấu ở đó cho đến khi bị xuống hạng vào năm 2001, mặc dù họ đã trở lại ngay lập tức và trở lại Ligue 1 vào mùa tiếp theo.
Sau khi thua trận lượt đi tại Cúp C1 châu Âu 1984–85 với tỷ số 4–2 trước Barcelona tại Sân vận động Saint-Symphorien, nhiều người nghĩ rằng họ sẽ bị vùi dập trên sân Camp Nou. Tuy nhiên, cú hat-trick của tiền đạo người Nam Tư, Tony Kurbos đã giúp họ có được chiến thắng 4–1 trong trận lượt về để đưa đội bóng Pháp tiến vào vòng trong với tổng tỉ số 6–5.
Năm 1998, đội đã tranh suất tham dự UEFA Champions League, nhưng để thua ở vòng ba trước đội bóng Phần Lan HJK Helsinki. Năm 2006, FC Metz bị xuống hạng, xếp cuối bảng, mặc dù thường xuyên có sự hiện diện của một gương mặt vô cùng triển vọng, Miralem Pjanić, người sau này chuyển đến Lyon, với mức phí 7,5 triệu euro.
Mùa giải 2011–12, Metz đứng thứ 18 tại Ligue 2 và buộc phải xuống hạng sau trận hòa 1-1 trên sân nhà vào ngày 20 tháng 5 năm 2012 trước Tours. Tuy nhiên, ngày 31 tháng 8 năm 2012 (giờ địa phương), họ đã bị đánh xuống Championnat National, hạng 3 của hệ thống bóng đá Pháp vì không đảm bảo được tài chính. Tuy nhiên, Metz đã xây dựng lại một đội bóng với cựu cầu thủ nổi tiếng Albert Cartier làm huấn luyện viên nên họ chỉ trải qua 1 mùa giải duy nhất tại giải đấu này và đã giành quyền thăng hạng lên Ligue 2, rồi ngay lập tức về nhất và giành quyền thăng hạng lên Ligue 1. Thật không may, đội bóng lại xuống hạng ở Ligue 2, nhưng đã giành được quyền thăng hạng trong mùa giải tiếp theo.
Lần này, Metz đã kết thúc mùa giải ở vị trí thứ 14, ở lại thêm một mùa giải nữa ở Ligue 1. Trong mùa giải 2017–18, Metz đã trải qua một chuỗi trận tệ hại, thua 11 trong số 12 trận đầu tiên. Câu lạc bộ có sự tiến triển nhưng đứng cuối bảng và phải trở lại Ligue 2.
Ngày 26 tháng 4 năm 2019, Metz trở lại Ligue 1 với vị trí đầu bảng tại Ligue 2 sau chiến thắng 2-1 trước Red Star. Trong mùa giải đầu tiên của câu lạc bộ tại giải đấu hàng đầu nước Pháp, Metz đứng ở vị trí thứ 15 trên bảng xếp hạng. Ngay mùa giải sau đó, họ có sự thăng tiến mạnh mẽ khi kết thúc giải ở vị trí thứ 10 chung cuộc. Tuy nhiên, ở mùa giải 2021-22, đội thi đấu không tốt, sau 38 vòng đấu, họ kết thúc giải ở vị trí thứ 19 và buộc phải quay trở lại Ligue 2. Câu lạc bộ quay trở lại Ligue 1 với tư cách là đội á quân của Ligue 2 mùa giải 2022-23.
Vào ngày 29 tháng 5 năm 2023, tại một giải bóng đá trẻ, đã xảy ra xô xát giữa các cầu thủ trẻ của FC Metz và JFC Berlin trên sân SV Viktoria Preußen e.V. ở quận Eckenheim của Frankfurt am Main, trong đó, một cầu thủ 15 tuổi của JFC Berlin đã qua đời.
Vào ngày 12 tháng 6 năm 2023, LFP quyết định rằng FC Metz sẽ giành quyền thăng hạng lên Ligue 1 mùa giải 2023–24 sau khi trận đấu giữa Bordeaux với Rodez đã bị hủy và trở lại giải đấu hàng đầu sau một năm vắng bóng.

## Thành tích ở Cúp Châu Âu
| Mùa giải | Giải đấu               | Vòng đấu           | Đối thủ           | Sân nhà | Sân khách | Tổng tỉ số |  |
| -------- | ---------------------- | ------------------ | ----------------- | ------- | --------- | ---------- |  |
| 1968-69  | Inter-Cities Fairs Cup | Vòng 1             | Hamburger SV      | 1–4     | 2–3       | 3–7        |  |
| 1969-70  | Inter-Cities Fairs Cup | Vòng 1             | Napoli            | 1–1     | 1–2       | 2–3        |  |
| 1984–85  | UEFA Cup Winners' Cup  | Vòng 1             | Barcelona         | 2–4     | 4–1       | 6–5        |  |
| 1984–85  | UEFA Cup Winners' Cup  | Vòng 2             | Dynamo Dresden    | 0–0     | 1–3       | 1–3        |  |
| 1985-86  | UEFA Cup               | Vòng 1             | Hajduk Split      | 2-2     | 1-5       | 3–7        |  |
| 1988-89  | UEFA Cup Winners' Cup  | Vòng 1             | Anderlecht        | 1–3     | 0–2       | 1–5        |  |
| 1995     | UEFA Intertoto Cup     |                    |                   |         |           |            |  |
| 1995     | UEFA Intertoto Cup     | Vòng bảng (Bảng 6) | Keflavík          | —       | 2-1       | Thứ 1      |  |
| 1995     | UEFA Intertoto Cup     | Vòng bảng (Bảng 6) | Partick Thistle   | 1-0     | —         | Thứ 1      |  |
| 1995     | UEFA Intertoto Cup     | Vòng bảng (Bảng 6) | NK Zagreb         | —       | 1-0       | Thứ 1      |  |
| 1995     | UEFA Intertoto Cup     | Vòng bảng (Bảng 6) | Linzer ASK        | 1-0     | —         | Thứ 1      |  |
| 1995     | UEFA Intertoto Cup     | Vòng 1/8           | Ceahlăul          | —       | 0-2       | 2–0        |  |
| 1995     | UEFA Intertoto Cup     | Tứ kết             | Strasbourg        | 0–2     | —         | 0–2        |  |
| 1996–97  | UEFA Cup               | Vòng 1             | Tirol Innsbruck   | 1–0     | 0–0       | 1–0        |  |
| 1996–97  | UEFA Cup               | Vòng 2             | Sporting CP       | 2–0     | 1–2       | 3–2        |  |
| 1996–97  | UEFA Cup               | Vòng 3 (Vòng 1/8)  | Newcastle United  | 1–1     | 0–2       | 1–3        |  |
| 1997–98  | UEFA Cup               | Vòng 1             | R.E. Mouscron     | 4-1     | 2-0       | 6–1        |  |
| 1997–98  | UEFA Cup               | Vòng 2             | Karlsruher SC     | 0–2     | 1–1       | 1–3        |  |
| 1998–99  | UEFA Champions League  | Vòng sơ loại thứ 2 | HJK               | 1–1     | 0–1       | 1–2        |  |
| 1998–99  | UEFA Cup               | Vòng 1             | Red Star Belgrade | 2–1     | 1–2       | 3–3(3–4 p) |  |
| 1999     | UEFA Intertoto Cup     | Vòng 2             | MŠK Žilina        | 3–0     | 1–2       | 4–2        |  |
| 1999     | UEFA Intertoto Cup     | Vòng 3             | Lokeren           | 0–1     | 2–1       | 2–2 (a)    |  |
| 1999     | UEFA Intertoto Cup     | Bán kết            | Polonia Warsaw    | 5–1     | 1–1       | 6-2        |  |
| 1999     | UEFA Intertoto Cup     | Chung kết          | West Ham          | 1–3     | 1–0       | 2–3        |  |

## Danh hiệu
- Ligue 1

Hạng hai (1): 1997–98
- Ligue 2

Vô địch (4): 1934–35, 2006–07, 2013–14, 2018–19
- Cúp bóng đá Pháp

Vô địch (2): 1983–84, 1987–88
Á quân (1): 1937–38
- Cúp Liên đoàn bóng đá Pháp

Vô địch (2): 1985-86, 1995–96
Á quân (1): 1998–99
- UEFA Intertoto Cup

Á quân (1): 1999

## Cầu thủ

### Đội hình hiện tại
Tính đến ngày 15/7/2025
Ghi chú: Quốc kỳ chỉ đội tuyển quốc gia được xác định rõ trong điều lệ tư cách FIFA. Các cầu thủ có thể giữ hơn một quốc tịch ngoài FIFA.
| Số | VT | Quốc gia    | Cầu thủ                                   |
| -- | -- | ----------- | ----------------------------------------- |
| 2  | HV | Pháp        | Maxime Colin                              |
| 4  | HV | Gabon       | Urie-Michel Mboula                        |
| 5  | TV | Bờ Biển Ngà | Jean-Philippe Gbamin                      |
| 6  | TV | Angola      | Joseph Nduquidi                           |
| 7  | TĐ | Pháp        | Gauthier Hein                             |
| 8  | TĐ | Gruzia      | Giorgi Tsitaishvili (mượn từ Dynamo Kyiv) |
| 9  | TĐ | Sénégal     | Ibou Sané                                 |
| 10 | TĐ | Sénégal     | Pape Amadou Diallo                        |
| 12 | TV | Sénégal     | Alpha Touré                               |
| 14 | TĐ | Sénégal     | Cheikh Sabaly                             |
| 18 | TĐ | Sénégal     | Idrissa Gueye                             |
| 19 | TĐ | Cameroon    | Morgan Bokele                             |
| 20 | TV | Pháp        | Jessy Deminguet                           |

| Số | VT | Quốc gia    | Cầu thủ                                   |
| -- | -- | ----------- | ----------------------------------------- |
| 21 | TV | Pháp        | Benjamin Stambouli                        |
| 22 | HV | Algérie     | Kevin Van Den Kerkhof                     |
| 27 | HV | Bỉ          | Yannis Lawson                             |
| 33 | TĐ | Pháp        | Joseph Mangondo                           |
| 38 | HV | Sénégal     | Sadibou Sané                              |
| 39 | HV | Bờ Biển Ngà | Koffi Kouao                               |
| 61 | TM | Sénégal     | Pape Sy                                   |
| 99 | TĐ | Thụy Điển   | Joel Asoro                                |
| —  | TV | Maroc       | Ismaël Guerti                             |
| —  | TĐ | Sénégal     | Pape Moussa Fall                          |
| —  | TĐ | Luxembourg  | Brian Madjo                               |
| —  | TĐ | Sénégal     | Malick Mbaye                              |
| —  | TĐ | Gruzia      | Giorgi Abuashvili (mượn từ Kolkheti 1913) |

### Những cầu thủ nổi tiếng
Dưới đây là những cựu cầu thủ nổi tiếng đã từng thi đấu cho Metz ở giải quốc nội và thi đấu quốc tế kể từ khi câu lạc bộ thành lập vào năm 1932. Để xuất hiện trong phần bên dưới, một cầu thủ phải chơi ít nhất một mùa giải trọn vẹn cho câu lạc bộ.
- Emmanuel Adebayor
- Wilmer Aguirre
- Sébastien Bassong
- Patrick Battiston
- Eric Black
- Jocelyn Blanchard
- Danny Boffin
- Nico Braun
- Albert Cartier
- Papiss Cissé
- Hugo Curioni
- Mathieu Dossevi
- Michel Ettore
- Philippe Gaillot
- Daniel Gygax
- Philippe Hinschberger
- Szabolcs Huszti
- Božo Janković
- Ahn Jung-hwan
- Henryk Kasperczak
- Sylvain Kastendeuch
- Kawashima Eiji
- Kalidou Koulibaly
- Lionel Letizi
- Sadio Mané
- Frédéric Meyrieu
- Faryd Mondragón
- Tressor Moreno
- Marcel Muller
- Ludovic Obraniak
- Oguchi Onyewu
- Michele Padovano
- Pascal Pierre
- Robert Pires
- Miralem Pjanić
- Grégory Proment
- André Rey
- Franck Ribéry
- Jean-Philippe Rohr
- Louis Saha
- Franck Signorino
- Rigobert Song
- Jacques Songo'o
- Luc Sonor
- Jeff Strasser
- Marian Szeja
- Sylvain Wiltord
- Bernard Zénier

## Ban lãnh đạo
| Chức vụ                | Tên                               |
| ---------------------- | --------------------------------- |
| Huấn luyện viên trưởng | Stéphane Le Mignan                |
| Trợ lý HLV             | Cyril LeBeau                      |
| HLV thủ môn            | Jean Claude Gourgelle             |
| HLV thể lực            | Gauthier Netgen                   |
| Bác sĩ                 | Jules Gardenault Claude Chandelle |

### Các đời huấn luyện viên
- Willibald Stejskal (1932–33)
- Ted Maghner (1937–38)
- George Kimpton (1938)[6]
- Paul Thomas (1938–39)
- Peter Fabian (1940–41)
- Charles Fosset (1944–45)
- Bep Bakhuys (1945–46)
- François Odry (1946)
- Ted Maghner (1946–47)
- Nicolas Hibst (1947)
- Charles Fosset (1947–49)
- Oscar Saggiero (1949–50)
- Ignace Kowalczyk (1950)
- Emile Veinante (1950–51)
- Elie Rous (1951–52)
- Emile Rummelhardt (1952–55)
- André Watrin (1955)
- Jacques Favre (1955–58)
- Marcel Tomazover (1958)
- Désiré Koranyi (1958–59)
- Robert Lacoste (1959)
- Jules Nagy (1959–63)
- Jacques Favre (1963–66)
- Max Schirschin (1966–67)
- Max Schirschin và René Fuchs (1967–68)
- Pierre Flamion (1968–70)
- René Fuchs (1970–71)
- Jacques Favre và Georges Zvunka (1971–72)
- René Vernier (1972–75)
- Georges Huart (1975–78)
- Marc Rastoll (1978–79)
- Marc Rastoll và Jean Snella (1979–80)
- Henryk Kasperczak (1980–84)
- Marcel Husson (1984–89)
- Henri Depireux (1989)
- Joël Muller (Tháng 12 năm 1989–Tháng 12 năm 2000)
- Albert Cartier (Tháng 12 năm 2000-Tháng 1 năm 2002)
- Francis De Taddeo (Tháng 1 năm 2002)
- Gilbert Gress (2002)
- Jean Fernandez (2002–05)
- Joël Muller (2005–06)
- Francis De Taddeo (2006–07)
- Yvon Pouliquen (2007–10)
- Joël Muller (2010)
- Dominique Bijotat (2010–12)
- Albert Cartier (2012–15)
- José Riga (2015)
- Philippe Hinschberger (2015–17)
- Frederic Hantz (2017–18)
- Frédéric Antonetti (2018–19)
- Vincent Hognon (2019–2020)
- Frédéric Antonetti (2020-2022)
- László Bölöni (2022-2024)
- Stéphane Le Mignan (2024-)